# 原子力損害賠償・廃炉等支援機構法
原子力損害賠償・廃炉等支援機構法（げんしりょくそんがいばいしょう・はいろとうしえんきこうほう、平成23年8月10日法律第94号）は、原子力損害賠償・廃炉等支援機構の設置・組織を定める日本の法律。公布日に施行した。2014年8月18日の改正以前の題名は「原子力損害賠償支援機構法」。

## 概要
1. 目的
原子力損害賠償・廃炉等支援機構（以下「機構」という。）は、原子力損害の賠償に関する法律（以下「賠償法」という。）第3条の規定により原子力事業者がその責めに任ずべき額が賠償法第7条第1項に規定する賠償措置額を超える原子力損害が生じた場合において、当該原子力事業者が損害を賠償するために必要な資金の交付その他の業務を行うことにより、原子力損害の賠償の迅速かつ適切な実施を確保するとともに電気の安定供給その他の原子炉の運転等に係る事業の円滑な運営の確保を図るとともに、原子力事業者が設置した発電用原子炉施設又は実用再処理施設が原子炉等規制法第64条の2第1項の規定により特定原子力施設として指定された場合において、当該原子力事業者が廃炉等を実施するために必要な技術に関する研究及び開発、助言、指導及び勧告その他の業務を行うことにより、廃炉等の適正かつ着実な実施の確保を図り、もって国民生活の安定向上および国民経済の健全な発展に資することを目的とする（第1条）。
2. 設立
機構を設立するには、3人以上の発起人が機構の定款を作成し、定款を主務大臣に提出して、設立の認可を申請しなければならない（第9条-13条）。
3. 運営委員会
機構に運営委員会を置き、委員10人以内ならびに機構の理事長、副理事長および理事をもって組織し、資金援助および負担金の額等の議決などの事項について、議決を行う。委員は、電気事業、経済、金融、法律又は会計に関して専門的な知識と経験を有する者のうちから、機構の理事長が主務大臣の認可を受けて任命する。委員は、みなし公務員とする（第14条-22条）。
4. 廃炉等技術委員会
機構に廃炉等技術委員会を置き、委員8人以内及び機構の役員（監事を除く）のうちから理事長が指名する者4人以内をもって組織し、廃炉等を実施するために必要な技術に関する研究及び開発に関する業務を実施するための方針の作成または変更について、議決を行う。委員は、原子力工学、土木工学その他の廃炉等を実施するために必要な技術に関して専門的な知識と経験を有する者のうちから、機構の理事長が主務大臣の認可を受けて任命する。委員は、みなし公務員とする（第22条の2-7）。
5. 役員等
機構に、役員として理事長1人、副理事長1人、理事6人以内および監事1人を置く。理事長及び監事は、主務大臣が任命する。副理事長及び理事は、理事長が主務大臣の認可を受けて任命する（第23条-34条）。
6. 業務
  1. 負担金（第35条）
原子力事業者は、機構の事業年度ごとに、機構の業務に要する費用に充てるため、機構に対し、負担金を納付しなければならない（第38条-40条）。
  2. 資金援助（第35条）
    1. 通則
原子力事業者は、その損害を賠償する責めに任ずべき額が賠償措置額を超えると見込まれる場合には、原子力事業者に対する資金の交付（以下「資金交付」という。）等の措置（以下「資金援助」という。）を行うことを、機構に申し込むことができる（第41条-44条）。
    2. 特別事業計画の認定等
機構は、資金援助の申込みがあった場合において、資金交付に要する費用に充てるため、国債の交付を受ける必要があるときは、運営委員会の議決を経て、申込みを行った原子力事業者と共同して、原子力事業者の経営の合理化のための方策、原子力損害の賠償の履行に充てるための資金を確保するための原子力事業者による関係者に対する協力の要請その他の方策等を記載した計画を作成し、主務大臣の認定を受けなければならないこととし、その際、機構は、当該原子力事業者の資産に対する厳正かつ客観的な評価および経営内容の徹底した見直しを行うとともに、当該原子力事業者による関係者に対する協力の要請が適切かつ十分なものであるかどうかを確認しなければなければならない（第45条-47条）。
    3. 特別資金援助に対する政府の援助
政府は、機構が資金援助に係る資金交付を実施するために必要となる資金の確保に用いるため、国債を発行することができることとし、それでもなお当該資金交付に係る資金に不足を生ずるおそれがあると認めるときに限り、必要な資金を交付することができる（第48条-51条）。
    4. 負担金の額の特例
特別事業計画の認定を受けた原子力事業者（以下「認定事業者」という。）が、特別期間内の事業年度に納付すべき負担金の額は、負担金の額に特別負担金額を加算した額とする（第52条）。

  3. 損害賠償の円滑な実施に資するための相談その他の業務（第35条）
機構は、資金援助を行った場合には、原子力損害を受けた者からの相談に応ずるほか、資金援助を受けた原子力事業者から、その保有する資産の買取りを行うことができることとした。また、機構は平成二十三年原子力事故による被害に係る緊急措置に関する法律の定めるところにより、仮払金の支払に関する事務の一部を行うことができる（第53条-55条）。
  4. 廃炉等を実施するために必要な技術に関する研究及び開発（第35条）
  5. 廃炉等の適正かつ着実な実施の確保を図るための助言、指導及び勧告（第35条）
  6. 廃炉等に関する情報の提供（第35条）
7. 財務および会計
機構は、毎事業年度、損益計算において利益を生じたときは、前事業年度から繰り越した損失を埋め、なお残余があるときは、その残余の額は、積立金として整理しなければならないこととし、特別資金援助を行った場合には、当該残余があるときは、国債の償還を受けた額の合計額から既に国庫に納付した額を控除した額までを限り、国庫に納付しなければならない（第56条-63条）。
8. 政府による資金の交付
政府は、著しく大規模な原子力損害の発生その他の事情により、電気の安定供給その他の原子炉の運転等に係る事業の円滑な運営に支障を来し、または当該事業の利用者に著しい負担を及ぼす過大な額の負担金を定めることとなり、国民生活および国民経済に重大な支障を生ずるおそれがあると認められる場合に限り、予算で定める額の範囲内で機構に対し必要な資金を交付することができる（第68条）。
9. 検討
原子力損害の賠償に係る制度における国の責任の在り方等の検討に関する規定を設ける（附則第6条）。

## 経緯
- 2011年6月14日：「原子力損害賠償支援機構法案」が閣議決定。
- 2011年7月8日：趣旨説明、質疑が行われ、審議入り。
- 2011年7月26日：修正案が衆議院東日本大震災復興特別委員会で可決(第177回国会)。
修正案において、国の責任の明確化、ステークホルダーの責任などが盛り込まれた。
- 2011年7月28日：衆議院本会議で可決。
- 2011年8月3日：参議院本会議で可決・成立。
- 2011年8月10日：「原子力損害賠償支援機構法」公布・施行。
- 2014年2月28日：「原子力損害賠償支援機構法の一部を改正する法律案」国会提出。
- 2014年4月17日：衆議院本会議で可決。
- 2014年5月14日：参議院本会議で可決・成立。
- 2014年5月21日：「原子力損害賠償支援機構法の一部を改正する法律」（平成26年5月21日法律第40号）公布。
- 2014年8月18日：「原子力損害賠償支援機構法の一部を改正する法律」施行。「原子力損害賠償支援機構法」は「原子力損害賠償・廃炉等支援機構法」に改題される。